# 동독
독일 민주공화국(독일어: Deutsche Demokratische Republik (DDR) 도이체 데모크라티셰 레푸블리크 (데데에르)[*], 문화어: 도이췰란드민주주의공화국) 또는 동독(독일어: Ostdeutschland 오스트도이칠란트[*] 문화어: 동부도이췰란드)은 서독과의 재통일이 이루어지기 전의 독일 동부지역 위치했던 사회주의 국가였다. 동독은 1949년 10월 7일부터 1990년 10월 3일까지 존속했다.
포츠담 회담에 의하여 미국, 영국, 프랑스군이 베를린 서부지구를 장악했으며 소련군은 동부지구를 장악했다. 이에 서베를린은 고립된 육지속 섬이 되었다. 동독은 바르샤바 조약 기구의 일원이었고 소비에트 연방의 위성국가가 되었다.
1989년 11월 9일 베를린 장벽 해체에 이어서, 자유 선거가 1990년 3월 18일에 치러지고, 여당 독일 통일사회당은 동독 의회에서 다수 의석을 상실하였다. 그해 8월 23일, 동독 의회는 동독의 행정 구역을 전쟁 전의 5개 주로 복귀하기로 결정하였고, 1990년 10월 3일, 독일 연방공화국에 합병하여 통일이 되었다. 서독(통일 이전의 독일 연방공화국)에서는 동독을 동독(Ostdeutschland), 소비에트 연방 점령 구역(Sowjetischen Besatzungszone (SBZ)), 또는 중부 지역(Mittelland)로 불렀다.
한편, 동독은 사회주의 국가들 중에서 체코슬로바키아와 더불어 1인당 GNP가 가장 높고 정치에 대한 비판도 어느 정도 허용되었다.

## 역사

### 독일의 분단

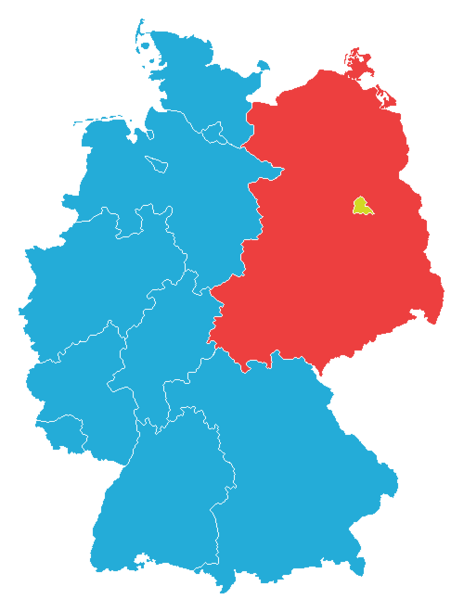
독일의 동서 분할

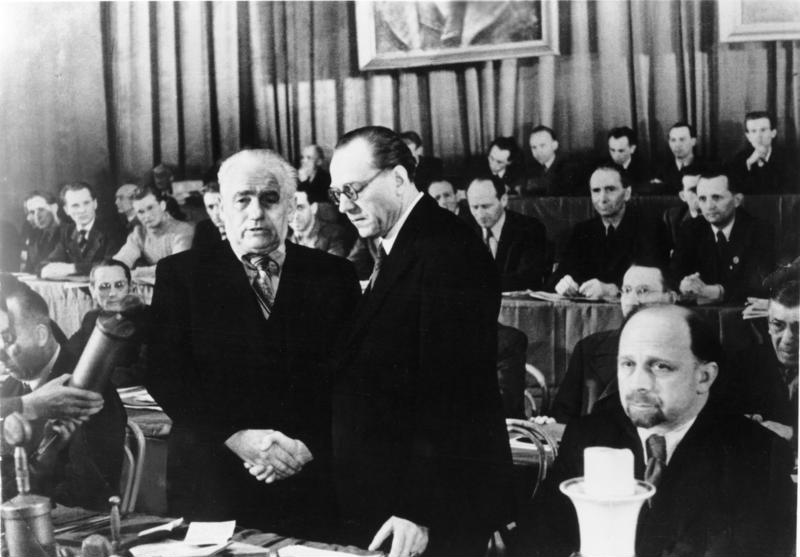
통일사회당 창립에서 빌헬름 피크와 오토 그로테볼. 맞은 편은 발터 울브리히트

제2차 세계 대전 이후, 1945년에 포츠담 조약에 따라 승전국인 프랑스, 영국, 미국과 소련은 독일을 4개로 분할하여 관리하기로 하였다. 독일의 비옥한 지역 상당 부분을 차지하는 오데르-나이세선 동쪽의 독일 영토 대부분은 소비에트가 지배하는 폴란드령으로 넘어갔다.:5 제2차 세계 대전이 끝나고 소련 군대 장군들이 분할된 독일의 소련 통치 지역에서 조직적으로 강탈과 성폭력(성폭력의 희생자 수는 만 명에서 2백만 명에 이른다.)을 일삼자 곧 정치적 반대가 일어났다.:12

### 소비에트 연방의 간섭
1945년 6월 회담에서 스탈린은 소련이 점령한 독일 지역의 독일인 공산주의 지도자에게 자신은 영국 점령지에서 영국의 위치를 점차 잠식하고, 미국이 1, 2년 내에 철수하며, 독일 전체가 소비에트권의 공산주의자 통치로 들어올 수 있도록 아무에게도 방해받지 않기를 바란다고 말하였다.:13 1946년 초 스탈린과 다른 지도자들은 불가리아와 유고슬라비아의 대표단을 만난 자리에서 독일이 소비에트 공산주의자가 되어야 한다고 말하였다.:13 공장, 장비, 기술자, 경영자, 능력있는 요인들이 강제로 소련으로 이전되었다.:12 소비에트의 간섭을 받는 여타 중앙유럽과 마찬가지로 동독에서의 집권 공산당의 주요 임무는 소련의 명령을 행정 기관에 하달하고, 블록의 다른 세력에게는 이를 자신의 주도로 이루어진 것이라고 위장하는 일이었다.:94~95 스탈린의 지령에 따라 소비에트 당국은 강제로 독일 공산당과 사회민주당을 독일 사회주의통일당(SED)으로 합병하였는데, 이 때 이 당이 마르크스-레닌주의도 아니고, 소비에트 지향도 아니라고 주장하였다.:96~100 독일 사회주의통일당은 1946년 독일의 소련 점령 지역 선거에서 - 소비에트 당국은 반대 세력을 억압하고 여러 경쟁 정당들이 농촌 지역에 참가하지 못하도록 막았지만 - 겨우 근소한 차이로 승리하였다.:106 재산과 산업은 정부 소유로 되었다.:96~100 정해진 선을 넘어서는 발언이나 행동을 한 사람은 견책을 당하고, 여러 사람들이 보지 않는 데서 심문, 고문 심지어 처형 등 처벌이 따랐다.:94~95 학교 교육에서도 마르크스-레닌주의 사상을 주입하는 것이 학교 교육 과정에서 강제 사항이 되어 교수들과 학생들이 서방으로 탈주하였다.:47 정부나 사법 기관 혹은 학교에 임직하려는 지원자는 사상 검증을 받아야 하였다.:47 소비에트의 스메르시 비밀 경찰:96~100 등 정교한 정치 경찰 조직이 면밀하게 인민을 감시하였다.:47 엄격한 검열 제도 때문에 출판과 방송을 접하는 데도 제한이 따랐다.:47
공산주의자가 아닌 독일 사회주의통일당 반대 세력으로 남은 사람들에게도 첩자가 잠입하여 소비에트의 통합을 지원하기 위하여 이들과 서방 점령 지역 내 "부르주아" 세력의 관계를 이용하였는데, 그러면서도 한편 사회주의통일당의 배후에서 과거 나치 세력과 전문 군 장교를 규합하기 위하여 독일 국가민주당(NDPD)이 창설되었다.:162 1948년 초 티토-스탈린 결렬 당시 사회주의통일당은 소련을 추종하는 어용 독재 정당으로 변화하였다.:46 중요한 결정은 소련 공산당 중앙 위원회 기관이나 혹은 심지어 스탈린 한 사람의 지시를 거쳐야 하였다.:94~95 1949년 초 이제 사실상 내부에서 자신들이 스스로 선출하는 소수 집단인 소련식 정치국이 사회주의통일당을 지배하게 되었다.:46 1949년 10월 7일 독일 민주공화국의 건국이 선포되었으며, 이때 소련 외무부에서 동독 정부에 행정권을 부여하였으나, 자치권은 주지 않았으며, 점령 정권에 소련의 무제한적인 권한이 행사되며, 내각, 군부, 비밀경찰 조직에 소비에트 세력을 심어놓았다.:179

### 독일민주공화국 정부수립
서독이 미국의 영향을 받아 나토에 가입하고 자본주의 체제가 되었다면, 동독은 소련의 영향을 받아, 공식적인 사상으로 사회주의와 마르크스-레닌주의를 받아들였고, 바르샤바 조약에 가입했다.
제2차 세계 대전이 끝난 뒤에 동서로 분할된 독일이 재통일하는 것은 사실상 곤란하게 여겨졌다. 동독의 공산당은 1946년 사회민주당과 합병해서 사회주의통일당을 결성하고, 이의 지도에 의하여 기독교민주동맹 등 4개 정당이 국민통일전선으로 결집했다. 소련군 점령 밑에 있었던 동독은 1949년 10월에 독일 민주공화국을 수립하였다.
동독 초대 공산당 서기장은 스탈린주의자 발터 울브리히트였으며, 동독을 "노동자와 농민을 위한 공화국"으로 규정했다. 울브리히트는 농업집단화, 시장과 이윤제(利潤制)의 개념도입 등의 신경제정책을 채용했다. 그의 사망 후 슈토프에 이어 호네커가 권력을 계승하였다.

### 동베를린 노동자 시위, 베를린 장벽
마셜플랜의 결과로 서독 경제가 '라인강의 기적'을 이루게 되자, 동독도 이의 영향을 받아 1953년 6월 17일, 모든 생산량을 10%로 늘리라는 명령을 내렸으나 노동자들이 이에 항의, 동베를린에서 노동자들이 시위를 일으켰다. 이 시위는 전국을 휩쓸었다. 다음날, 소련군은 보병과 포병을 이끌고 시위를 무력진압했고, 이 과정에서 시위에 참가한 수백 명의 사람들이 희생되었다. 동독의 동독 시민에 대한 정치적 압박이 가중됨에 따라, 많은 숫자의 동독 시민들이 동독을 벗어나 서독으로 탈출했다. 이로 인해 동독의 경제건설이 곤란을 받게 되자 동독 정부는 하여금 국경을 철조망, 포탑, 군견들과 1961년 건설된 베를린 장벽을 포함한 거대한 벽으로 폐쇄하였다. 비밀경찰이었던 슈타지는 시민들 사이에 첩보원을 심어 동독 탈출 계획 등을 밀고하게 하였다.

### 북한 지원
한국전쟁으로 잿더미가 된 북한은 독일민주공화국에 유학생들을 보내어 공업을 배우도록 했으며, 고아들도 독일민주공화국에 가서 공장에서 일함으로써 기술을 익혔다.

### 인권탄압
슈타지는 도청과 감시로 악명높았으며, 통일 직전까지 약 10만 명의 슈타지 요원들이 활동하였다.
통일 직전에는 슈타지 요원이 동독 시민들에게 거리에서 맞는 일도 있었으며, 슈타지 본부가 시민들에게 점령당한 사건도 발생하였다. 당시 슈타지에서는 독일 재통일이 임박하자, 문서를 제거하려고 했으나 실패하고, 시민들에게 문서 자루를 뺏겼다. 독일 정부는 과거사 조사 목적으로 슈타지가 옛 동독 시민들에게 뺏긴 옛 슈타지 문서들을 컴퓨터로 복원할 계획이다.
1989년 8월, 헝가리가 국경을 개방하자 많은 동독 시민들이 같은 사회주의 국가라 다른 나라들보다 통행의 자유가 있던 헝가리와 중립국 오스트리아를 거쳐 서독으로 탈출했다.

### 민주주의를 향한 길
다른 많은 시민들은 집권당이었던 독일 사회주의통일당에 대해 민주주의를 요구하면서 평화적으로 시위를 벌였다. 라이프치히 광장에서 대규모 집회를 시작으로 마침내 이 시위는 독일 민주공화국 정권 수립 40주년을 성대하게 기념하면서 동독 사회주의 체제의 건재함을 선보이던 에리히 호네커를 사임하게 만들었고, 10월에는 동독의 서기장이 에곤 크렌츠로 바뀌었다.
1989년 11월 9일, 분단의 상징이었던 베를린 장벽이 무너졌다. 그리고 12월 22일에는 브란덴부르크 문이 다시 개방되었고, 동독의 사회주의 체제는 무너졌다. 2+4 회담을 통해, 양 독일과 제2차 세계 대전 승전국들은 독일 통일에 동의했다.
1990년 10월 3일에는 동독 정부가 공식 해체되었고, 동독은 재통일된 독일 연방공화국으로서 유럽 연합에 가입한 최초의 사회주의 국가였다. 통일 이후 동독의 영토는 5개의 주로 다시 나뉘었다.

## 주민과 언어
주민은 독일인으로, 독일어를 사용하였다. 동독 지역에서도 러시아인, 폴란드인 등 여러 민족들이 섞였고, 1994년까지 소련군이 동독에 주둔해 있었다.

## 정치 체제

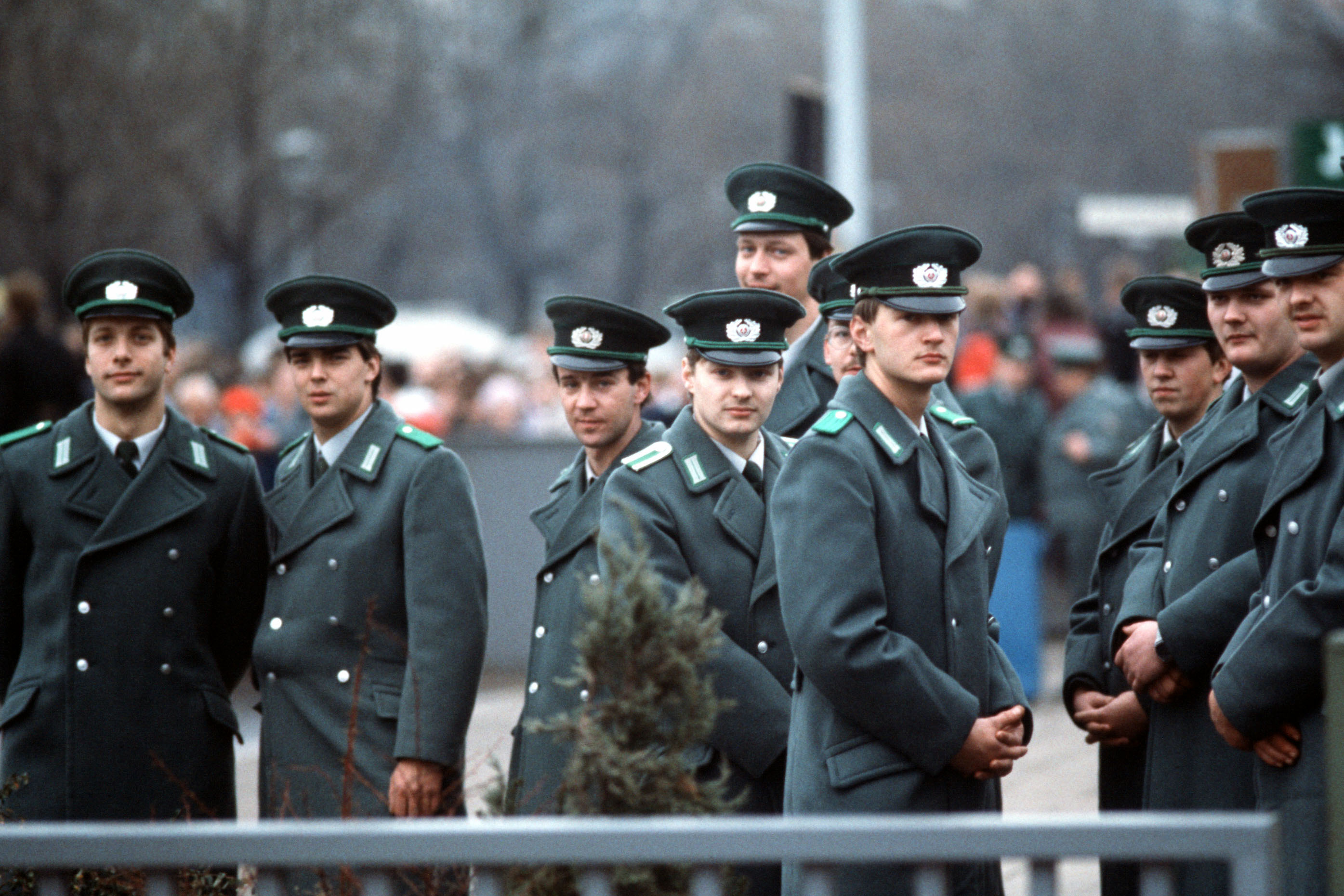
동독의 인민경찰

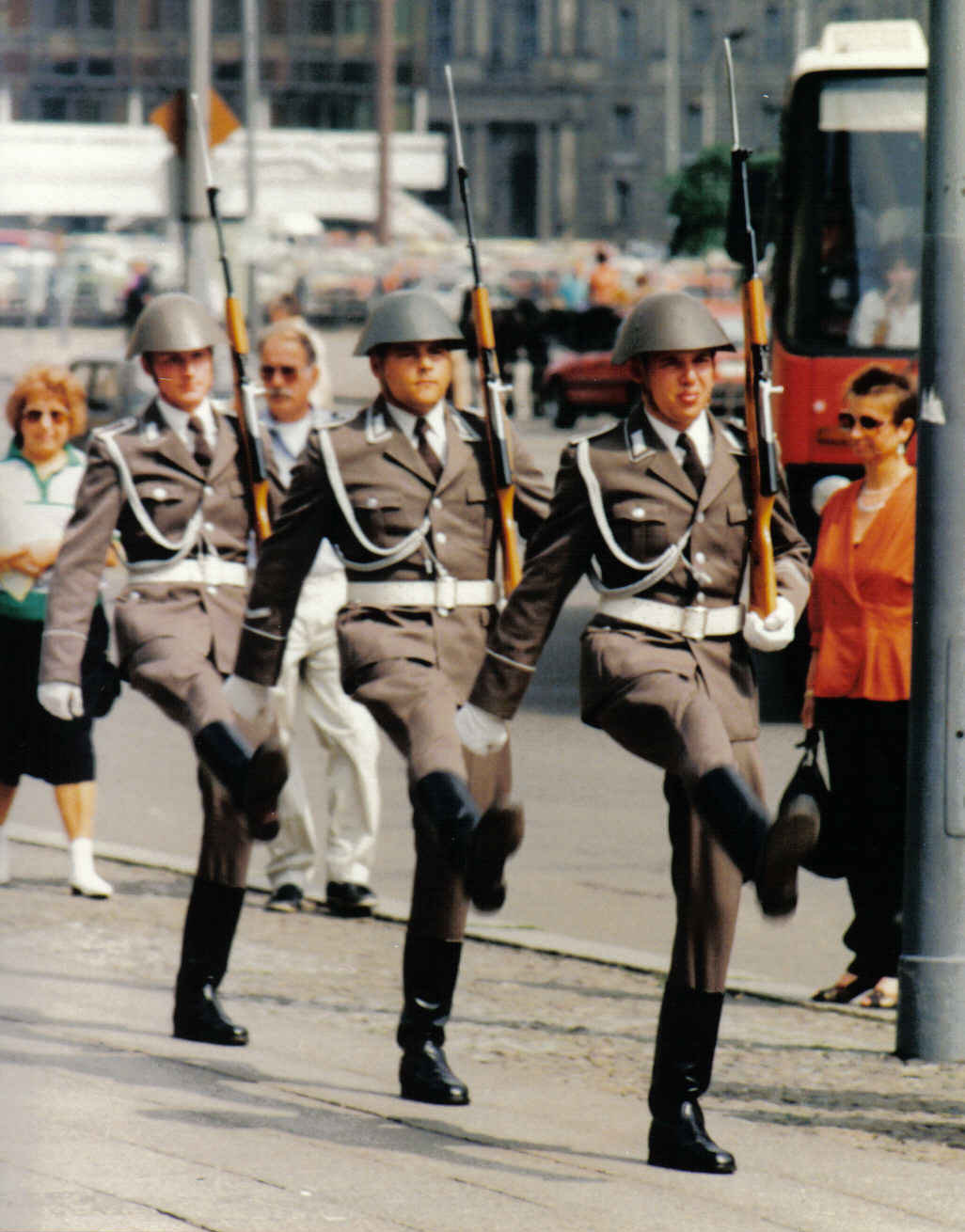
국가인민군 의장대의 교대 행렬

동독의 제1집권당은 Sozialistische Einheitspartei Deutschlands (독일 사회주의통일당, SED)이었다. 1946년에 독일 공산당(KPD)과 독일 사회민주당(SPD)이 통합된 형태이다. 통일 이후에도 SED는 민주사회당(PDS)으로 이름을 바꾸고 현재는 좌파당이라는 이름으로 존재하고 있다.
다른 정당들은 SED에 의해 통제되는 국가 전선 연합에 소속되어 있었고, 동독 국회 선거를 위해 세워졌다.
1. Christlich-Demokratische Union Deutschlands (기독교 민주연합, CDU), 통일 후 서독의 CDU와 통합
2. Liberal-Demokratische Partei Deutschlands (독일 자유민주당, LDPD), 통일 후 서독의 FDP와 통합
3. Nationaldemokratische Partei Deutschlands (독일 국가민주당, NDPD)
4. Demokratische Bauernpartei Deutschlands (독일 민주 농업인당, DBD)

### 동독 정치인
- 에리히 호네커, 제3대 서기장. 동독의 최장 집권자.
- 발터 울브리히트, 초대 공산당 서기장. 베를린 장벽 건설의 주도
- 에리히 밀케, 동독 국가보안부 장관
- 빌헬름 피크, 동독 건국 주도, 초대 대통령
- 오토 그로테볼, 동독 초대 총리
- 빌리 슈토프
- 에곤 크렌츠, 동독의 마지막 서기장
- 귄터 샤보브스키, 독일 사회주의통일당 대변인
- 한스 모드로프, 마지막 사회주의 정부 수뇌
- 로타어 드 메지에르, 최초의 비사회주의자 정부 수뇌
- 그레고어 기지, 독일 사회주의통일당의 마지막 당대표이자 현 민주사회당(독일 사회주의통일당 후신) 당대표

## 행정 구역
1949년부터 1952년까지는 5개 주(브란덴부르크주, 메클렌부르크포어포메른주, 작센주, 작센안할트주, 튀링겐주)로 구성되어 있었다.
1952년 7월 25일에 실시된 행정 구역 개편에 따라 5개 주가 폐지되었으며 14개 구(Bezirk)가 신설되었다. 이 때에 신설된 14개 구는 게라 구, 노이브란덴부르크 구, 드레스덴 구, 라이프치히 구, 로스토크 구, 마그데부르크 구, 슈베린 구, 에르푸르트 구, 줄 구, 카를마르크스슈타트 구, 콧부스 구, 포츠담 구, 프랑크푸르트 구, 할레 구였다. 이들 구는 하위 행정 구역인 군(Kreise)과 시(Stadtkreis)로 나뉘었으며 구의 이름은 각 구의 구청 소재지에서 유래된 이름이었다. 수도 동베를린은 1961년에 구와 동등한 행정 구역으로 승격되었다.
1990년 7월 22일 인민의회가 채택한 법률에 따라 14개 구가 폐지되었으며 5개 주(메클렌부르크포어포메른 주, 브란덴부르크 주, 작센 주, 작센안할트 주, 튀링겐 주)가 신설되었다. 이 법률은 1990년 10월 3일 독일의 재통일과 함께 시행되었으며 1990년 10월 14일을 기해 주 정부가 신설되었다.

## 경제

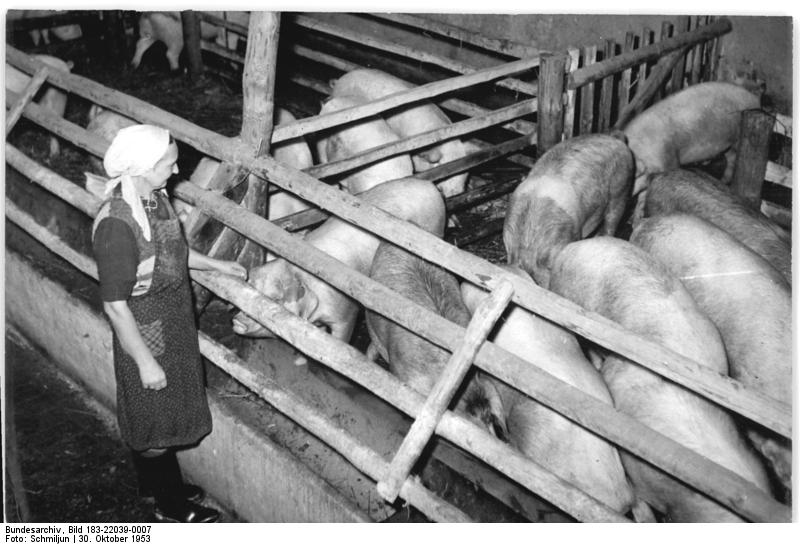
돼지를 사육하고 있는 동독의 한 농가

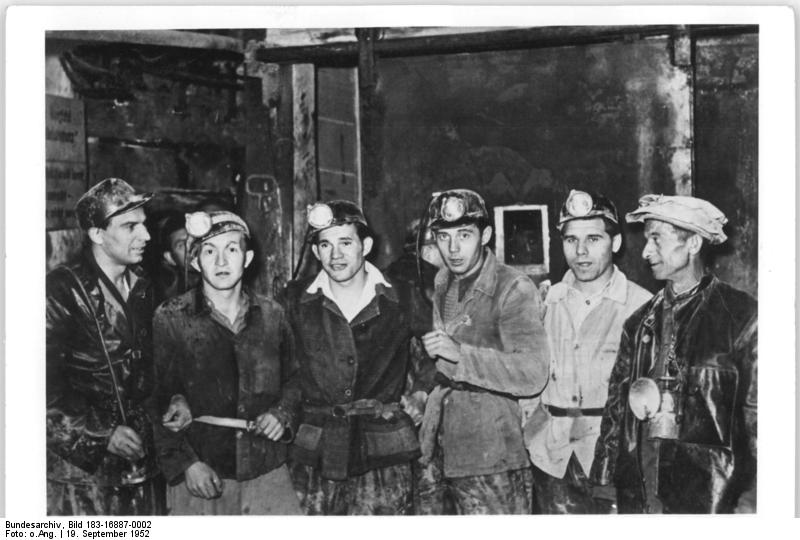
동독의 광부들

제2차 세계 대전으로 인해 동독의 경제는 파탄에 이르렀다. 수많은 젊은이를 전쟁으로 잃었고, 산업과 교통이 파괴되어 많은 피난민이 발생했다. 동독이 소련에 대한 배상금을 지급할 수 없게 되자, 소련이 동독의 경제정책을 장악하게 되었다. 소련의 붉은 군대는 기존의 산업기반을 해체하고 소련으로부터 산업기반시설과 산업설비를 들여와 동독의 산업을 재건하기 시작했다. 이로써, 동독의 경제는 소련 경제에 예속되게 되었다. 1950년대 초반에 소련에 대한 배상금이 각종 곡물과 소비재 공업생산품으로 지급되었다. 또, 제2차 세계 대전 이전에 독일이 영유하고 있었던 남부 슐레지엔과 슈테틴에 걸쳐있는 탄전지대와 부동항이 스탈린의 결정에 의해 폴란드로 귀속되게 되었다.
동독의 사회주의 계획경제의 형태는 소련의 형태와 유사했다. 동독은 1950년에 경제상호원조회의(코메콘)에 가입하였다. 1985년의 동독의 경제 통계에 의하면 사회협동기업의 수입이 국가 전체 수입의 96.7%를 차지하였다. 동독 경제당국은 재화와 서비스의 가격 안정화를 보장하기 위하여 예산 지출의 80%를 사용하였다. 1984년 동독의 1인당 국민소득은 9,800달러 선이었으며, 이는 2008년 달러 가치로 볼 때 21,000달러에 이르는 금액이었다. 1976년의 동독의 GDP 성장률은 5%대였다. 먼나라 이웃나라 우리나라 편에 의하면 동독의 1인당 국민소득이 3,000달러로 나오나 이는 사실이 아니다.
동독의 주요 수출품은 프락티카(Praktica)브랜드의 사진기 및 IFA에서 제조한 트라반트(Trabant) 브랜드의 소형 승용차, 바르트부르크(Wartburg) 브랜드의 중대형 승용차와 사냥용 소총, 육분의, 손목시계 등 이었다.
1960년대까지 동독은 설탕이나 커피와 같은 식료공업품의 부족을 경험하였다. 동독 경제당국은 서독과의 교역과 서방 국가의 외환을 획득하기 위해, 동독 인민들이 동독 국립은행(Staatsbank)을 통해 서독의 은행에 외환 계좌를 개설할 수 있도록 하였고, 특별 외환상점(Intershop)에서 외환을 주고 서방 국가의 물품이나 동독에서 제조된 수출품을 구입할 수 있도록 하였다. 동독 인민들은 우편제도를 이용하여 외국에서 다양한 소비재를 구입할 수 있었으며, 야우어푸드(Jauerfood) 사를 통해 동독 화폐로 외국의 식료품을 구입할 수도 있었다.
동독 정부는 통화와 시장가격을 정치적 도구로 사용하였다. 동독 정부는 정규 급여 이외에 여러 상품과 서비스를 구입할 수 있는 여러 보조급여를 지급했으며, 이는 "제2의 급여"라고 불렸다. 이러한 동독의 정책은 경제 전반에 악영향을 미쳤고, 서독과 동독의 경제 차이를 발생시켰다. 인위적인 가격 조절은 비효율적인 생산을 불러왔고, 물물교환이나 사재기 등의 비경제적인 경제활동이 나타나게 하였다. 이 때문에 많은 소비자들은 동독 화폐의 가치를 신뢰하지 못했으며, 동독 화폐를 서방 국가의 화폐로 교환하려는 경향을 나타냈다. 동독의 경제는 서독에서 제공하는 서방 국가의 화폐 대부에 의존하게 되었으며, 동독 인민들은 서독 마르크에 비해 동독 마르크의 가치를 낮게 평가하게 되었다.

### 소비와 고용

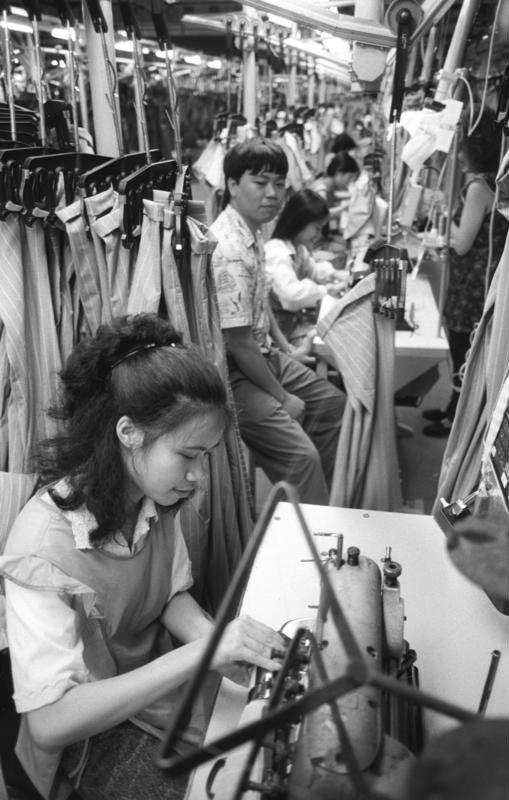
로스토크의 베트남인 노동자들

1950년대 동독과 서독의 정부 지출 중 상당 비율이 체제 경쟁을 위한 것이었으며, 때문에 독일의 통일은 요원한 것처럼 보였다. 당시 동독과 서독은 스스로 독일의 정체성(Germanness)을 갖고 있다는 것을 치적하기 위해 소모적인 경쟁을 하고 있었다. 서독에게는 전쟁 이전의 소비체계의 회복이 정상상태를 의미한다고 보였다. 이러한 것은 "배고픈 세월"을 해결하고, 여성이 더 이상 직장에서 노동을 하지 않게 되는 것을 의미하였다.
동독에서는 압제적 정권에 대한 여러 비판이 쏟아졌다.
동독 존속기간 여러 산업의 기준이 사회주의에 입각해서 정해졌다. 동독 경제 분야에서 가장 현대적인 것으로 여겨졌던 전기 산업에서조차, 산업 종사자의 채용 기준에서 그 사람의 기술 전문성보다 정치적 성향이 더 우선시 되었다. 정치적 회색분자는 대학과 직장에서 추방되어야 한다는 정책이 있기도 하였다.
동독에서의 낮은 출산률과 높은 이탈률은 동독의 노동력 상실을 가져왔다. 동독에서는 다른 사회주의 국가에서 많은 미숙련공을 유치하였다. 1963년 초반 사회주의 국가의 비밀조약에 따라 폴란드, 헝가리, 쿠바, 알바니아, 모잠비크, 앙골라, 베트남의 노동자들이 동독에 취업하게 되었으며, 그 수는 1989년까지 100만명에 이르렀다. 이 외국인 노동자들의 근무 여건은 매우 열악했으며, 무권리 상태에서 산업의 하위부에서 종사하였다.

## 같이 보기
- 동독의 양심적 반대자들
- 동독의 교육제도
- 동독의 여행
- 국가인민군
- 인민경찰
- 독일의 재통일
- 서독

## 주해
1. ↑  독일 통일사회당의 당원들이 스탈린에게, 소비에트 군인들에 의한 약탈과 강간이 전후 동독의 공산주의를 위한 미래에 부정적인 결과를 초래할 수 있다고 보고하자, 스탈린은 화를 내면서 이렇게 반응하였다. "진흙 속에서 붉은 군대의 명예를 더럽히는 자들을 참을 수 없다." (Wolfgang Leonhard, 《Child of the Revolution》 , Pathfinder Press, 1979, ISBN 0-906133-26-2
2. ↑  이러한 정치적 상황은 영국, 프랑스, 미국에 의하여 점령된 서독에서 자유선거로 선출된 의회가 총리와 대통령을 선택한 것과 대조적이다. (Turner, Henry Ashby The Two Germanies Since 1945: East and West, Yale University Press, 1987, isbn 0300038658, page 20)
3. ↑  축전(祝電)에서 스탈린은 동독의 건국과 함께, "국제적인 제국주의에 의한 유럽 국가들의 노예화는 불가능하게 되었다."고 강조하였다. (Wettig, Gerhard, Stalin and the Cold War in Europe, Rowman && Littlefield, 2008, id=0742555429, page 179)
4. ↑  소련에 의한 중부 유럽의 공산화 과정의 전반적인 사항에 대해서는 동구권을 참조.